# Middendorfia
Middendorfia là một chi thực vật có hoa trong họ Zygophyllaceae.

## Loài
Chi này gồm các loài: